# Plaza de Santa Úrsula
La plaza de Santa Úrsula es un espacio público de la ciudad española de Valencia.

## Descripción
La plaza, que se llamó antaño «de la Calç», está sita junto a las torres de Quart y delimitada por las calles de Quart y de Guillem de Castro. Aparece descrita en el segundo tomo de la Valencia histórica y topográfica (1863) de Vicente Boix con las siguientes palabras:

Ursula (Santa) (Plaza de). Se llama así la que se estiende delante de la puerta y torres de Cuarte, donde está situado el convento de monjas de este título. Denominóse de la Calç, segun ordinacion de 7 de Julio de 1589, donde, entre cosas, se dice lo siguiente: «attes que ab acte rebut per lo escrivá de la sala á 25 de Maig del any 1585, fonch donat lo estatge de una cambreta que está sobre la casa que lo guardiá de la calç de la present ciutat te en la plaça de la Calç, que está junt al portal de Cuart de dita ciutad, al tenor, etc.» Se ha dicho ya en otra parte que el patriarca D. Juan de Ribera instaló en 1605 en este sitio á las monjas agustinas descalzas, despues de haber abandonado el edificio las hermanas arrepentidas (repenedides), cuya fundacion se debió á sor Juana Sucala, de la órden que fue del Cármen, mediante Bula de Paulo III de 1582.
(Boix, 1863, p. 226)